# 安班扎區
安班扎區位於馬達加斯加北部，是安齊拉納納省的一部分，面積6,328平方公里（2,443平方英哩），2001年人口125,056，人口密度為每平方公里19.8人（每平方英哩2,443.3人）。